# توما أودو
المطران توما أودو (بالسريانية: ܬܐܘܡܐ ܐܘܕܘ)‏ (11 تشرين الأول 1855 - 27 تموز 1918)، هو لغوي سرياني ومطران الكلدان على أورميا.
ولد توما أودو في بلدة ألقوش بشمال العراق، وبعد تلقيه مباديء العلوم واللغة السريانية ذهب إلى روما سنة 1869 حيث درس اللاهوت واللغات 11 سنة ثم عاد ورسم كاهنا بالموصل ثم مطرانا على أبرشية أورميا بإيران حاليا. وقتل خلال مجازر الدولة العثمانية إبان الحرب العالمية الأولى مع العديد من أبناء رعيته سنة 1918.

## أعماله
قام توما اودو بتأليف العديد من الكتب في اللغة السريانية ومنها معجمه «كنز اللغة الآرامية» الذي يقع بمجلدين ضخمين ويحتوي على شرح باليونانية والعربية وقد تم طبعه في مطبعة الآباء الدومنيكان بالموصل سنة 1897. وكتاب «نحو اللغة السوادية» الذي يعني بنحو السريانية الشرقية.
كما قام بترجمة كتب لاهوتية كاثوليكية من اللاتينية إلى السريانية. وترجم من العربية ككتاب كليلة ودمنة.

## قراءات خارجية
- المجلد الأول والثاني من معجم «كنز اللغة الآرامية» بموقع أرشيف الإنترنت.
- معجم قابل للبحث